# Dmitri Lápikov
Dmitri Valentínovich Lápikov –en ruso, Дмитрий Валентинович Лапиков– (Kaliningrado, URSS, 6 de abril de 1982) es un deportista ruso que compitió en halterofilia.
Participó en los Juegos Olímpicos de Pekín 2008, obteniendo una medalla de bronce en la categoría de 105 kg; medalla que perdió posteriormente por dopaje.
Ganó una medalla de plata en el Campeonato Mundial de Halterofilia de 2006 y una medalla de bronce en el Campeonato Europeo de Halterofilia de 2007.

## Palmarés internacional
| Juegos Olímpicos   | Juegos Olímpicos                | Juegos Olímpicos  | Juegos Olímpicos |
| Año                | Lugar                           | Medalla           | Categoría        |
| ------------------ | ------------------------------- | ----------------- | ---------------- |
| 2008               | Pekín (China)                   | DSC               | 105 kg           |
| Campeonato Mundial |                                 |                   |                  |
| Año                | Lugar                           | Medalla           | Categoría        |
| 2006               | Santo Domingo (Rep. Dominicana) | Medalla de plata  | 105 kg           |
| 2009               | Goyang (Corea del Sur)          | DSC               | 105 kg           |
| Campeonato Europeo |                                 |                   |                  |
| Año                | Lugar                           | Medalla           | Categoría        |
| 2007               | Estrasburgo (Francia)           | Medalla de bronce | 105 kg           |